# آن فلور ديكر
آن فلور ديكر (بالهولندية: Anne Fleur Dekker) هي ناشِطة وصحفية وكاتبة العمود هولندية، ولدت في 28 أبريل 1994 في بلاريكوم في هولندا.